# Кривавий Коран
Кривавий Коран (англ. Blood Qur'an, араб. نسخة القرآن بدم صدام) — примірник священної книги мусульман, Корану, для якої в ролі чорнил, як стверджується, використовувалась кров іракського президента Саддама Хусейна. Книга була створена в кінці 1990-х всього за два роки, її написання було приурочено до шістдесятирічного ювілею колишнього керівника Іраку (1997) на знак «подяки Аллаху за його захист від багатьох змов і небезпек». Має 605 сторінок.
У вересні 2000 року Хусейн зазначив: «Моє життя було сповнене багатьох небезпек, в яких я повинен був втратити багато крові … але оскільки я втратив лише трохи, я попросив декого записати моєю кров'ю Божі слова в подяку». Книга виставлялася на загальний огляд до 2003 року, однак після падіння влади багаторічного диктатора її перемістили до однієї із мечетей Багдаду, названу Хусейном «Матір'ю всіх битв».

## Історія

Багаторічний іракський лідер

### Виробництво та виставлення на загальний огляд
Створення книги було доручено знаному фахівцю з арабо-мусульманської каліграфії Аббасу Шакіру Джуді аль-Багдаді, який наразі проживає в США у штаті Вірджинія. За ті два роки, що їх Джуді витратив на написання 6000 віршів і 336 000 слів копії Корану, Саддам здав близько 24-27 літрів (від 50 до 57 пінт) власної крові. Джуді згадує, що Саддам викликав його в Багдад в Лікарню Ібн Сина. Там лікувався його син Удей Хусейн, який пережив невдалий замах. Правитель попросив фахівця написати копію священного писання з використанням власної крові. Це означало «свого роду обітницю з боку Саддама». У вересні 2000 Джуді аль-Багдаді завершив кропітку працю над книгою і в урочистій обстановці вручив її іракському президенту.
Надалі «Кривавий Коран» зберігався в багдадській мечеті Умм аль-Кура, де був виставлений на загальний огляд. Ця мечеть, побудована в пам'ять про Війну в Перській затоці 1990—1991 років, має своєрідний «військовий» вигляд: 4 мінарети спроектовані у вигляді балістичних ракет «Скад», а інші 4 нагадують автомат Калашникова. Безпосереднім місцем зберігання служить шестикутна споруда з мармуру, розташована серед штучного озера. За часів правління Саддама Хусейна тільки запрошені ним гості мали можливість побачити незвичайну книгу, оскільки будівля зазвичай закривалась без дозволу на відвідування сторонніми. Доступ до «Кривавого Корану» обмежений і сьогодні, книга зберігається за трьома замками, а ключами володіють відповідно 3 людини — шейх Ахмед аль-Самарраї (глава іракського сунітського благодійного фонду), начальник місцевої поліції й ще одна невідома особа, яка перебуває в іншому районі Багдада. Тільки вони можуть відкрити двері у сховище і тільки за спільним рішенням.

### Після повалення режиму СаддамаХусейна
Після взяття Багдада американськими військовими хранителі мечеті для порятунку «Кривавого Корану» перемістили його в сховище. Падіння режиму Саддама Хусейна поставило релігійну та світську владу Іраку перед дуже складним і двояким вибором. З одного боку, написання священної книги за допомогою крові трактується ісламськими приписами як харам, ще в 2000 році духовні авторитети ОАЕ і Саудівської Аравії засудили цей вчинок багаторічного диктатора. У самому Іраку також були особи, які негативно поставились до написання «Кривавого Корану».
На думку деяких, усе, що нагадує про диктатора, треба знищити. Так, професор ісламської думки Абдул Кваххар аль-Ану Багдадського університету заявив, що «Саддам — не святий чоловік, тому його кров нечиста». Своєю чергою, шиїтський священнослужитель Саїд Алі Альван, який перебував в ув'язненні під час правління Хусейна, назвав «Кривавий Коран» «чорною магією». Крім того, він зазначив, що «Коран — це золото і срібло, а не щось нечисте як кров», тому «Кривавий Коран» гідний тільки того, аби його спалили у вогні чи втопили у воді. З тим, що написання Корану кров'ю є забороненим, погоджується і сам хранитель незвичайної книги шейх Самарраї. В той самий час, якщо глянути на стан справ з іншого боку, то в ісламі існує заборона на псування копій священного писання, а отже, знищення «Кривавого Корану» може розглядатися як його осквернення.
Іракські державні й політичні діячі також висловили різні думки стосовно того, що слід робити із раритетом епохи диктатора. Так, наприклад, прес-секретар прем'єр-міністра Іраку Нурі Аль-Малікі Алі аль-Муссаві, торкаючись даного питання, зазначив: «Ми повинні зберегти це як свідчення жорстокості Саддама: йому не слід було створювати такий Коран. Він багато говорить про Саддама. Але розміщувати Коран в музей не можна: жоден мешканець Іраку не захоче на нього глянути», хоча і визнав, що подібні речі можуть зберігатися в приватних колекціях, як у випадку з предметами, що належали Гітлеру і Сталіну.

## Суперечки щодо донорства
У той час як «Кривавий Коран» був виставлений на загальний огляд, багато хто висловлював сумніви щодо того, чи справді Саддам Хуссейн зміг надати стільки крові на створення книги, і чи належала йому хоча б частина цієї крові. Так, кореспондент газети The Daily Telegraph Філіп Смакер 29 липня 2001 року писав, що «найбільш вражаючим є сумнівне твердження, яке взагалі не піддається перевірці, про те, що Саддам пожертвував майже 50 пінт власної крові для написання Корану». Крім того, він зазначав: «західні дипломати, що знаходяться в Багдаді, не вражені такою побожністю керівника Іраку і відкидають і його мечеть і священну книгу, написану кров'ю, як дешевий рекламний трюк. „Як ми можемо бути впевнені, що це кров Саддама, а не однієї з його жертв?“ — запитує один із них». Своєю чергою, інший кореспондент The Daily Telegraph Девід Блер 14 грудня 2002 року стосовно «Кривавого Корану» зазначив: «Насправді майстерний каліграф написав 605 сторінок священної книги, використовуючи кров Саддама Хусейна. Іракський диктатор пожертвував 3 пінти протягом двох років, і вони, будучи змішані з хімічними речовинами, використовувалися при написанні кожного вірша».
У 2010 році виконавчий віце-президент America's Blood Centers Сельсо Б'янко висловив сумнів в тому, що Саддам за два роки зміг віддати 27 літрів крові, оскільки, наприклад, в США найбільший поріг — 5 або 6 пінт на рік. Таким чином, Саддаму б знадобилося виступати у ролі донора протягом аж дев'яти років, щоб зібрати заявлену кількість крові. В протилежному випадку Саддама чекала б анемія.